# Paratrophon
Paratrophon is een geslacht van weekdieren uit de klasse van de Gastropoda (slakken).

## Soorten
- Paratrophon cheesemani (Hutton, 1882)
- Paratrophon dumasi (Vélain, 1877)
- Paratrophon patens (Hombron & Jacquinot, 1848)
- Paratrophon quoyi (Reeve, 1846)